# Корейська національна асоціація
Корейська національна асоціація, також відома як Всекорейська національна асоціація Кореї (кор. 대한인국민회; Ханджа : 大韓人國民會) — політична організація, заснованою 1 лютого 1909 року для боротьби з колоніальною політикою Японії та окупацією Кореї. Вона була заснована у Сан-Франциско вченим-інтелектуалом та активістом за незалежність Кореї Ан Чхан Хо, і представляла інтереси корейців у Сполучених Штатах, російському Далекому Сході та Маньчжурії під час Руху за незалежність Кореї.

## Фон

Прапор Корейської національної асоціації (Сонг-Мун Чой)

Після японсько-корейського договору 1905 року на Гаваях, у Каліфорнії та в інших частинах США виникли численні місцеві та державні корейські організації, які засуджували колоніальну політику Японії. Однак 23 березня 1908 року, після того, як прояпонський дипломат Дарем Вайт Стівенс був убитий двома корейськими іммігрантами, корейські організації як на Гаваях, так і в материковій частині США об'єдналися, щоб захистити права двох передбачуваних нападників. Ця подія та зростаюча потреба в консолідації патріотичних зусиль призвели до того, що дві великі корейські громадські організації, Товариство взаємодопомоги (ТВ) у Сан-Франциско та Об'єднане корейське товариство на Гаваях, організували зустріч 30 жовтня 1908 року, щоб обговорити об'єднання обидві групи. Сім представників від Гаваїв і шість представників від материкової частини США уклали угоду, і обидві організації офіційно об'єдналися, щоб сформувати КНА 1 лютого 1909 року.

## Попередні роки
Після свого заснування КНА почала роботу з двох регіональних штабів на Гаваях і в Сан-Франциско, а потім розширила свою діяльність, відправивши делегатів в інші регіони для заснування додаткових осередків. До 1911 року КНА поширилася на чотири ключові регіони: Північну Америку, Гаваї, Сибір і Маньчжурію.
Щоб відобразити своє географічне розширення, Корейська національна асоціація змінила назву на Всекорейську корейську національну асоціацію. Кожна регіональна штаб-квартира керувала місцевими осередками, і на піку розвитку організації їх було б майже 130, включаючи 38 осередків на Гаваях і 73 осередки в Північній Америці.
8 листопада 1912 року представники всіх регіональних штабів зібралися в Сан-Франциско на Всекорейську конференцію для створення центрального штабу КНА. Він слугував би центральним адміністративним офісом для забезпечення однакових правил у всіх главах і керував діяльністю руху за незалежність Кореї. Ан Чанхо та Пак Йон Ман були обрані головою та заступником голови організації. Як керівник центрального органу, Ан продовжив свою роботу, організовуючи регіональні відділи КНА та подальше зміцнення та об'єднання організації. Незважаючи на те, що інтереси ключових лідерів на Гаваях і в Північній Америці все ще ставали більш централізованими, залишалися суперечливі інтереси. Наприклад, Лі Синман шукав звільнення через освіту та дипломатію, тоді як Пак Йон Ман віддавав перевагу військовим діям. Ан Чанхо відправився на Гаваї, щоб стати посередником між двома лідерами, але безуспішно.
Будучи організацією, яка проголошує свою службу як законний керівний орган для інтересів і добробуту корейців, її державне функціонування було піддано випробуванню 13 червня 1914 року, коли група корейських американців працювала на абрикосовій фермі в Хеметі, Каліфорнія, вони ули атаковані місцевими жителями, які не хотіли, щоб азійці працювали в цьому районі. Спочатку японське консульство виступило перед урядом від імені корейських іммігрантів, але це викликало обурення в корейсько-американській спільноті. Девід Лі, президент північноамериканського відділення КНА, надіслав телеграму держсекретарю США Вільяму Дженнінгсу Браяну з проханням, щоб уряд Японії більше не представляв корейців. Незважаючи на тиск японських дипломатів у Вашингтоні, Браян виніс рішення на користь КНА. Відтоді питання щодо корейських іммігрантів або студентів натомість вирішувалися КНА.

## Рух 1 березня
Рух 1 березня 1919 року відновив національний дух корейських американців. Коли новини про демонстрації дійшли до США в середині березня, КНА провела масовий мітинг у Сан-Франциско. КНА спочатку спробувала надіслати делегацію з трьох осіб, у тому числі Лі Синману, на Паризьку мирну конференцію, але не змогла отримати необхідні проїзні документи. Згодом КНА вирішила заснувати Корейський інформаційний офіс на чолі з Філіпом Джайсоном, а потім відправити його та Лі Сінмана до Філадельфії, щоб очолити «Корейський конгрес», який відбувся з 14 по 16 квітня того ж року, щоб розпочати планування майбутньої Республіки Корея зі 150 особами. Корейці, що представляють 27 організацій у США та Мексиці. Усі організації погодилися з Корейською республікою, заснованою на демократичних принципах, і пообіцяли підтримувати новостворений Корейський тимчасовий уряд (ТУК) у Шанхаї. Ан Чанхо, який у той час перебував у Шанхаї, зіграв важливу роль у створенні уряду 13 квітня та його перших діях. Після свого створення Лі Синман вважав, що КНА досягла своїх цілей і має дозволити уряду у вигнанні керувати справою. Тому він запропонував КНА перейменувати себе на Корейську асоціацію мешканців, що члени КНА рішуче відхилили. Це спричинило фракційний розкол і заснування Товариського товариства на Гаваях Лі Сингманом та його прихильниками. Незважаючи на внутрішні конфлікти, сплеск активності в КНА тривав до середини 1920-х років, коли воно втратило свою силу у визвольному русі та не відновило його до японо-китайської війни в 1937 році. Однак КНА продовжувала створювати фонди незалежності, які протягом наступних десятиліть збирали гроші від корейських іммігрантів для фінансової підтримки тимчасового уряду та антияпонської діяльності.

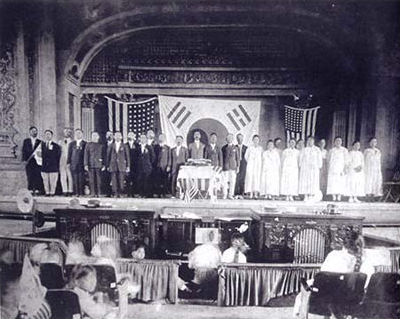
1915 річний з'їзд народного товариства

## Друга Світова війна
У 1936 році Корейська національна асоціація перенесла свою центральну штаб-квартиру в Лос-Анджелес, де вона продовжила свою незалежну діяльність і зв'язок з урядом США від імені корейців. До того року КНА стала найбільшою політичною організацією корейських іммігрантів і ключовим джерелом опору та розширення політичних прав, насамперед через об'єднання зусиль корейських іммігрантів та лобіювання урядів союзників. Однак гавайська та північноамериканська гілки КНА ставали все більш розділеними через внутрішні конфлікти. Лише після внутрішніх реформ під керівництвом голови КНА Чарльза Кіма та початку Другої світової війни філії КНА об'єдналися з іншими організаціями, такими як Товариське товариство, щоб сформувати Об'єднаний корейський комітет. Цей альянс продовжував надавати підтримку ТУК і мав на меті отримати офіційне визнання ТУК як уряду Кореї.

## З часу визволення
Після звільнення Кореї від Японії КНА продовжила свої зусилля на підтримку Республіки Корея шляхом надання допомоги, одночасно сприяючи культурній, освітній та релігійній діяльності в корейсько-американських громадах. Організація продовжувала обслуговувати корейсько-американську спільноту в США до розпаду в 1988 році. Після пізніших реставраційних робіт колишню будівлю штаб-квартири КНА в Лос-Анджелесі було перетворено на Меморіальну будівлю Незалежності Кореї, щоб ознайомити громадськість з корейсько-американською історією та роботою організації. На знак визнання своєї участі у формуванні історії корейської Америки в 1991 році місто Лос-Анджелес оголосило будівлю історичною пам'яткою.

## Організаційні медіа

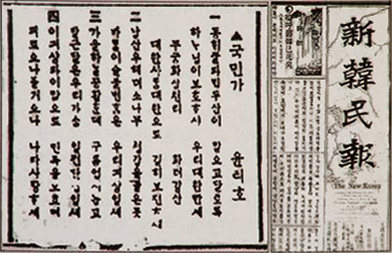
1910 випуск The New Korea (Sinhan Minbo)

10 лютого 1910 року KNA видало щотижневу газету Sinhan Minbo (신한민보), або «Нова Корея». Щосереди він публікував статті, які пропагували рух за незалежність і відстоювали інтереси корейського народу. Після Другої світової війни він продовжував виходити щотижня, поки його не придбав Кім Ун Ха у вересні 1974 року, а замість цього виходив щомісяця.